# How It Should Have Ended
How It Should Have Ended (abrégé en « HISHE » ; en français : « Comment cela aurait dû se terminer ») est une série web d'animation diffusée sur YouTube depuis 2007 et qui parodie les films, séries et jeux vidéo populaires en créant des fins alternatives, ainsi qu'en soulignant divers défauts des scénarios des œuvres parodiées.
Des fins alternatives pour de nombreux grands films ont été présentées sur la chaîne, en utilisant le slogan « Parfois, les films ne finissent pas comme nous le souhaiterions ».
La chaîne a également créée diverses séries et épisodes spécialisés, notamment les séries Super Cafe / Villain's Pub qui parodient les nombreux héros et vilains costumés des éditions Marvel Comics et DC Comics.

## Historique

### Création et développement
How It Should Have Ended (HISHE) commence sa carrière après que Daniel Baxter et Tommy Watson ont commencé à discuter des fins alternatives pour un film qu'ils avaient regardé. En 2005, leur première animation « Comment Star Wars aurait dû se terminer » est achevée et peu après, en juillet 2005, le site Web est créé. Christina « Tina » Alexander, qui avait déjà travaillé avec Daniel, s'est jointe à l'équipe peu de temps après.
Lors des Scream Awards 2006 qui se déroulèrent au Pantages Theater de Hollywood en Californie, HISHE reçoit le prix de la « Meilleure parodie Internet » pour « Comment Superman aurait dû se terminer », décerné par Spike TV et est présenté dans une comédie MTV et une vitrine de talents à l'improvisation hollywoodienne.
Le 5 mars 2007, la chaîne HISHE est lancée sur le site YouTube sous le nom de « HISHEdotcom ». Elle attire des apparitions notables, telles que le scénariste Stan Lee lui-même dans la parodie du film The Amazing Spider-Man.
En septembre 2009, How It Should Have Ended rejoint l'entreprise Starz Digital Media qui gère désormais toutes les licences de la chaîne. En avril 2010, How It Should Have Ended reçoit le Streamy Award de la meilleure série Web animée à l'Orpheum Theatre de Los Angeles,.
Le 30 juin 2013, une vidéo est postée sur la chaîne YouTube « TheFineBros », qui met en vedette les adolescents du programme Teens React, regardant les vidéos HISHE du Seigneur des Anneaux, Harry Potter et The Hunger Games.
En novembre 2013, les personnages de Batman et Superman de la série « Super Cafe » de HISHE apparaissent dans la critique du film Man of Steel faite par le Nostalgia Critic, à la fin de l'épisode où « The Critic » parodie Super Cafe. HISHE a également figuré dans la série de la chaîne Honest Trailers de Screen Junkies, dans les épisodes parlant des films Le Hobbit : La Bataille des Cinq Armées et Star Trek Into Darkness.

### Statistiques
À la date d'avril 2021, HISHE comptait 10 millions d'abonnés et près de 3 milliards de vues cumulées. Dans le même temps, HISHE avait amassé plus de 284 000 likes sur son compte Facebook, plus de 126 000 abonnés sur son compte Instagram, et plus de 30 000 abonnés sur son compte Twitter.

## Parodies HISHE
Films, séries télévisées et jeux vidéo
 (novembre 2021).
| Nombre | Titre | Date de sortie de l'original |
| 1      | Matrix Revolutions                                                                                            | 30 juin 2005                 |
| 2      | Il faut sauver le soldat Ryan                                                                                 | 30 juin 2005                 |
| 3      | Star Wars : Episode IV - Un nouvel espoir                                                                     | 23 avril 2005                |
| 4      | Braveheart | 31 juillet 2005              |
| 5      | SE7EN | 31 Août 2005                 |
| 6      | Le projet Blair Witch                                                                                         | 31 Octobre 2005              |
| 7      | Le seigneur des anneaux                                                                                       | 31 Janvier 2006              |
| 8      | Charlie et la Chocolaterie                                                                                    | 9 Mars 2006                  |
| 9      | Underworld | 30 Mai 2006                  |
| 10     | Superman | 27 Juillet 2006              |
| 11     | Une créature de rêve                                                                                          | 29 Août 2006                 |
| 12     | Massacre à la tronçonneuse                                                                                    | 19 octobre 2006              |
| 13     | Borat | 9 novembre 2006              |
| 14     | La vie est belle                                                                                              | 26 Décembre 2006             |
| 15     | Pirates des Caraïbes : Le Secret du coffre maudit                                                             | 13 Mars 2007                 |
| 16     | Spider-Man 3                                                                                                  | 3 Octobre 2007               |
| 17     | Beowulf | 8 Avril 2008                 |
| 18     | Terminator | 30 Septembre 2009            |
| 19     | Transformers 2 : La Revanche                                                                                  | 22 Octobre 2009              |
| 20     | Twilight | 18 Novembre 2009             |
| 21     | Le magicien d'Oz                                                                                              | 22 Decembre 2009             |
| 22     | Avatar | January 28, 2010             |
| 23     | Star Trek | February 25, 2010            |
| 24     | 2012 | March 23, 2010               |
| 25     | Iron Man | May 4, 2010                  |
| 26     | Predator | May 27, 2010                 |
| 27     | Lost | June 29, 2010                |
| 28     | Indiana Jones et le royaume du Crâne de Cristal                                                               | July 29, 2010                |
| 29     | Inception | October 7, 2010              |
| 30     | Star Wars: Episode V : L'Empire contre-attaque                                                                | September 24, 2010           |
| 31     | Saw | October 14, 2010             |
| 32     | The Social Network                                                                                            | November 4, 2010             |
| 33     | The Tron HISHE Rap                                                                                            | December 21, 2010            |
| 34     | Top Gun | January 13, 2011             |
| 35     | Aliens | February 4, 2011             |
| 36     | The Dark Knight                                                                                               | February 24, 2011            |
| 37     | District 9 | March 24, 2011               |
| 38     | Scream | April 14, 2011               |
| 39     | Call of Duty: Modern Warfare 2                                                                                | April 29, 2011               |
| 40     | Halo: Reach                                                                                                   | April 29, 2011               |
| 41     | Toy Story 3                                                                                                   | May 5, 2011                  |
| 42     | Mortal Kombat                                                                                                 | May 26, 2011                 |
| 43     | Thor | June 2, 2011                 |
| 44     | Les Dents de la Mer                                                                                           | June 24, 2011                |
| 45     | 300 | July 14, 2011                |
| 46     | Harry Potter                                                                                                  | August 18, 2011              |
| 47     | Super Mario Bros.                                                                                             | September 1, 2011            |
| 48     | Captain America                                                                                               | September 8, 2011            |
| 49     | World of Warcraft                                                                                             | September 22, 2011           |
| 50     | Jurassic Park                                                                                                 | September 29, 2011           |
| 51     | SOS Fantômes                                                                                                  | October 20, 2011             |
| 52     | God of War | November 3, 2011             |
| 53     | X-Men: Le Commencement                                                                                        | November 30, 2011            |
| 54     | Resident Evil                                                                                                 | December 15, 2011            |
| 55     | BioShock | January 19, 2012             |
| 56     | Star Wars: Episode VI : Le Retour du Jedi                                                                     | January 25, 2012             |
| 57     | Sherlock Holmes: Jeu d'ombres                                                                                 | February 16, 2012            |
| 58     | Pulp Fiction                                                                                                  | March 22, 2012               |
| 59     | Game of Thrones Saison 1                                                                                      | March 29, 2012               |
| 60     | Assassin's Creed                                                                                              | April 12, 2012               |
| 61     | Hunger Games                                                                                                  | April 19, 2012               |
| 62     | The Avengers                                                                                                  | May 31, 2012                 |
| 63     | Raiponce | June 21, 2012                |
| 64     | Titanic | June 28, 2012                |
| 65     | Prometheus | July 26, 2012                |
| 66     | Skyrim | August 2, 2012               |
| 67     | The Dark Knight Rises                                                                                         | August 23, 2012              |
| 68     | Mass Effect 3                                                                                                 | September 20, 2012           |
| 69     | The Amazing Spider-Man                                                                                        | September 27, 2012           |
| 70     | Paranormal Activity 1, 2, & 3                                                                                 | October 25, 2012             |
| 71     | La mémoire dans la peau                                                                                       | November 1, 2012             |
| 72     | Casino Royale                                                                                                 | November 8, 2012             |
| 73     | Looper | November 29, 2012            |
| 74     | Twilight: Chapitre II - Tentation                                                                             | January 3, 2013              |
| 75     | Le Hobbit : Un voyage inattendu                                                                               | January 17, 2013             |
| 76     | Stan Lee's Star Wars HISHE (Entière longue version)                                                           | February 13, 2013            |
| 77     | Portal | March 15, 2013               |
| 78     | Indiana Jones et la Dernière Croisade                                                                         | April 25, 2013               |
| 79     | Oblivion | May 10, 2013                 |
| 80     | Iron Man 3 | May 30, 2013                 |
| 81     | Fast & Furious 6                                                                                              | June 26, 2013                |
| 82     | Man of Steel                                                                                                  | July 16, 2013                |
| 83     | Pacific Rim                                                                                                   | August 21, 2013              |
| 84     | Star Trek Into Darkness                                                                                       | October 2, 2013              |
| 85     | World War Z                                                                                                   | October 29, 2013             |
| 86     | Doctor Who: Doomsday                                                                                          | November 18, 2013            |
| 87     | Thor: Le Monde des ténèbres                                                                                   | December 18, 2013            |
| 88     | La Désolation de Smaug                                                                                        | January 15, 2014             |
| 89     | Star Wars: Episode I – La Menace Fantôme                                                                      | February 3, 2014             |
| 90     | Batman Begins                                                                                                 | February 27, 2014            |
| 91     | Frozen (Originel HISHE (Repost))                                                                              | April 14, 2014               |
| 92     | La Grande Aventure Lego HISHE                                                                                 | May 1, 2014                  |
| 93     | Godzilla | July 11, 2014                |
| 94     | Captain America: Le Soldat de l'Hiver                                                                         | August 5, 2014               |
| 95     | The Amazing Spider-Man 2                                                                                      | September 23, 2014           |
| 96     | Le Labyrinthe                                                                                                 | October 9, 2014              |
| 97     | Les Gardiens de la Galaxie                                                                                    | November 19, 2014            |
| 98     | Dragons 2 | December 29, 2014            |
| 99     | X-Men: Days of Future Past                                                                                    | February 12, 2015            |
| 100    | La Bataille des Cinq Armées                                                                                   | March 24, 2015               |
| 101    | Ninja Turtles                                                                                                 | April 16, 2015               |
| 102    | Avengers: L'Ère Ultron Part 1                                                                                 | June 2, 2015                 |
| 103    | Avengers: L'Ère Ultron Part 2                                                                                 | June 16, 2015                |
| 104    | Jurassic World                                                                                                | July 10, 2015                |
| 105    | Vice-Versa | July 29, 2015                |
| 106    | Big Hero 6 | September 22, 2015           |
| 107    | Ant-Man | October 8, 2015              |
| 108    | Comment Retour vers le Futur 2 aurait du terminer! – OU – Comment Retour vers le Futur 2 aurait du commencer! | October 20, 2015             |
| 109    | Star Wars: Episode II – L'Attaque des Clones                                                                  | November 24, 2015            |
| 110    | Star Wars: Episode III – La Revanche des Sith                                                                 | December 16, 2015            |
| 111    | Star Wars: Episode VII – Le Reveil de la Force                                                                | February 9, 2016             |
| 112    | Le voyage d'Arlo                                                                                              | February 16, 2016            |
| 113    | Deadpool | March 8, 2016                |
| 114    | The Revenant                                                                                                  | March 29, 2016               |
| 115    | Le Livre de la Jungle                                                                                         | April 12, 2016               |
| 116    | Batman v Superman: L'Aube de la Justice                                                                       | May 3, 2016                  |
| 117    | Le Monde de Nemo                                                                                              | June 14, 2016                |
| 118    | Captain America: Civil War                                                                                    | July 5, 2016                 |
| 119    | X-Men: Apocalypse                                                                                             | July 26, 2016                |
| 120    | Ninja Turtles 2                                                                                               | September 6, 2016            |
| 121    | Star Trek : Sans limites                                                                                      | October 4, 2016              |
| 122    | Suicide Squad                                                                                                 | October 11, 2016             |
| 123    | Star Wars (Special Edition)                                                                                   | December 15, 2016            |
| 124    | Doctor Strange                                                                                                | January 31, 2017             |
| 125    | Rogue One: A Star Wars Story                                                                                  | March 2, 2017                |
| 126    | La Belle et la Bête                                                                                           | March 14, 2017               |
| 127    | Logan | April 12, 2017               |
| 128    | Lego Batman, le Film                                                                                          | June 12, 2017                |
| 129    | Vaiana | June 20, 2017                |
| 130    | Kong: Skull Island                                                                                            | July 18, 2017                |
| 131    | Les Gardians de la Galaxie Vol. 2                                                                             | August 10, 2017              |
| 132    | Wonder Woman                                                                                                  | September 12, 2017           |
| 133    | Spider-Man: Homecoming                                                                                        | October 17, 2017             |
| 134    | Les Indestructibles                                                                                           | November 16, 2017            |
| 135    | Thor: Ragnarok                                                                                                | January 9, 2018              |
| 136    | Star Wars: Episode VIII – Les Derniers Jedi                                                                   | February 12, 2018            |
| 137    | Justice League                                                                                                | April 9, 2018                |
| 138    | Ça | May 10, 2018                 |
| 139    | Black Panther                                                                                                 | May 17, 2018                 |
| 140    | Avengers: Infinity War                                                                                        | June 28, 2018                |
| 141    | Deadpool 2 | August 6, 2018               |
| 142    | Jurassic World: Fallen Kingdom                                                                                | September 18, 2018           |
| 143    | Solo: A Star Wars Story                                                                                       | September 25, 2018           |
| 144    | Ant-Man et La Guêpe                                                                                           | October 18, 2018             |
| 145    | Les Indestructibles 2                                                                                         | November 5, 2018             |
| 146    | Les Animaux Fantastiques                                                                                      | November 13, 2018            |
| 147    | Aquaman | January 31, 2019             |
| 148    | En Eaux Troubles                                                                                              | February 7, 2019             |
| 149    | Spider-Man: New Generation                                                                                    | March 5, 2019                |
| 150    | Bumblebee | April 2, 2019                |
| 151    | Captain Marvel                                                                                                | April 24, 2019               |
| 152    | Shazam! | May 7, 2019                  |
| 153    | Aladdin | May 21, 2019                 |
| 154    | Avengers: Endgame                                                                                             | June 13, 2019                |
| 155    | Venom | July 8, 2019                 |
| 156    | Le Roi Lion                                                                                                   | July 19, 2019                |
| 157    | Spider-Man: Far From Home                                                                                     | August 27, 2019              |
| 158    | Godzilla: Roi des Monstres                                                                                    | September 18, 2019           |
| 159    | Ça 2 | October 17, 2019             |
| 160    | Joker | November 26, 2019            |
| 161    | Jumanji: Bienvenue dans la Jungle                                                                             | December 10, 2019            |
| 162    | Terminator: Dark Fate                                                                                         | January 15, 2020             |
| 163    | Star Wars: Episode IX – L'ascension de Skywalker                                                              | February 13, 2020            |
| 164    | Frozen 2 | March 12, 2020               |
| 165    | Sonic | April 23, 2020               |
| 166    | Birds of Prey                                                                                                 | June 11, 2020                |
| 167    | Spider-Man 2                                                                                                  | July 22, 2020                |
| 168    | Le Mandalorian (Saison Une)                                                                                   | October 7, 2020              |
| 169    | Iron Man 2 | 8 Décembre 2020              |
| 170    | Wonder Woman 1984                                                                                             | 11 Février 2021              |
| 171    | WandaVision                                                                                                   | 22 Avril 2021                |
| 172    | Le Faucon et le Soldat de l'Hiver                                                                             | 15 Juin 2021                 |
| 173    | Godzilla vs. Kong                                                                                             | 29 Juin 2021                 |
| 174    | Black Widow                                                                                                   | 25 Août 2021                 |
| 175    | The Suicide Squad                                                                                             | 21 Octobre 2021              |
| 176    | Shang-Chi | 17 Novembre 2021             |
| 177    | Venom: Let There Be Carnage                                                                                   | 30 Novembre 2021             |
| 178    | Spider-Man | 14 Décembre 2021             |
| 179    | Spider-Man: No Way Home                                                                                       | 4 Mars 2022                  |
|        | Zack Snyder's Justice League                                                                                  |                              |
|        | The Batman |                              |
|        | Top Gun |                              |
|        | Sonic 2 |                              |
|        | |                              |

## Super Cafe / Villain's Pub
The Super Cafe / Villain's Pub est un segment qui a fait ses débuts à la fin de Comment Superman aurait du finir et qui mettait en vedette Superman discutant des événements alternatifs du film Superman de 1978 dans un café avec Batman, qui a lancé la tendance du Super Cafe. Bien qu'on pense qu'il soit basé sur Seinfeld, les clips sont en fait basés sur la scène finale du film préféré de Daniel Baxter, Swingers, avec Superman représentant Trent et Batman représentant Mike..
Dans divers épisodes de super-héros de Comment ça aurait du finir, des scènes modifiées ou ajoutées sont montrées dans le film de super-héros, suivies par les super-héros qui apparaissent dans le film en interaction avec Batman et Superman (tous deux exprimés par Daniel Baxter) dans le Super Cafe ; il apparaît également toujours à la fin de chaque épisode (à l'exception des vidéos HISHE pour Spider-Man 3 et Spider-Man 2, dont le Café n'a été montré qu'au début proche). Le segment Super Cafe est présenté dans tous les films de super-héros couverts jusqu'à présent. Superman et Batman font également une brève apparition dans un café dans le Comment Pulp Fiction aurait du finir. Le segment a également été utilisé dans l'examen de Man of Steel par Nostalgia Critc Un segment d'accompagnement appelé le "Villain Pub" qui est inspiré de Cheers et met en vedette de nombreux méchants populaires comme Loki, le Joker, Voldemort, General Zod et bien d'autres a commencé avec Comment Thor : The Dark World aurait du finir. Dans ces segments, l'empereur Palpatine est le barman, Bowser est le videur, Thanos est le concierge, HAL 9000 est le système de sécurité et Jaws est le bourreau. La chanson thème Cheers a été réécrite en tant que thème.
Il y a de nombreux gags en course dans les segments du Super Cafe, le plus remarquable étant dans lequel Batman explique toujours ses diverses réalisations et capacités ou trouve une sorte d'excuse pour dire son slogan "Parce que je suis Batman !", au grand dam de l'irritation de Superman. Dans la Suicide Squad HISHE, Batman découvre le méchant Pub et dans l'épisode du méchant Pub "Boss Battle", va affronter les méchants qui s'y rassemblent, presque avec succès, pour être tenté par l'empereur Palpatine par sa faiblesse - les dames. C'est alors que Harley Quinn, qui avait utilisé ses charmes épineux pour être autorisée à retourner dans le pub, assommant Batman par derrière. Batman est ensuite emmené dans la cave pour être nourri au requin Jaws, qui est comiquement dépeint comme parlant d'une voix aiguë, enchaîné et dépouillé de son équipement. Il s'échappe à peine après avoir été secouru par le Dr. Strange, un fait qui est réitéré dans le Doctor Strange HISHE (qui contenait également cryptiquement un spoiler pour la bande-annonce d'Avengers: Infinity War). Plus tard, dans The Guardians of the Galaxy Vol. 2 HISHE, les choses commencent à prendre une tournure pour la terrible quand Ayesha, dégoûtée par les héros qui se rassemblent dans un café pour se rencontrer, décide de punir les super-héros qu'elle blâme pour son échec en détruisant leur café et en déchaîne son superarme Martha (une parodie d'Adam tirée de la scène réelle des génériques de fin de Guardians of the Galaxy Vol. 2 et choisissant le nom pour railler Batman et Superman pour leurs mères portant le même nom). L'arrivée de Martha pour décimer le café est annoncée dans d'autres vidéos comme Wonder Woman, Spider-Man : Homecoming et Thor : Ragnarok HISHE. Enfin, dans la vidéo HISHE de la Justice League, Martha arrive et réussit son objectif principal de détruire le café, mais face à la Justice League, rejointe par Green Lantern, qui ressemble comiquement à Steve Trevor, se fait casser le cou par Superman, au grand dam de Batman, qui avait voulu abattre Martha de son propre plan. Le café est ensuite reconstruit par Black Panther dans la vidéo de Black Panther HISHE.
Dans la vidéo HISHE pour Deadpool, Deadpool se fait rebondir à la fois du Super Cafe et du Villain Pub. Il rebondit du Super Cafe parce qu'il aime tuer des ennemis comme un méchant, et du méchant Pub parce qu'il n'est pas assez mauvais pour y être autorisé. Deadpool ne peut même pas jurer au Pub, ses tentatives étant données à des censeurs.

### Épisodes de Super Cafe
| Numéro | Titre                 | Date de téléchargement originale |
| 1      | "Super réseau social" | 2 février 2012                   |
| ------ | --------------------- | -------------------------------- |

Batman et Superman discutent de leurs mises à jour répétitives de leur statut sur Twitter.
| Numéro | Titre       | Date de téléchargement originale |
| 2      | "Bat Phone" | 8 mars 2012                      |
| ------ | ----------- | -------------------------------- |

Superman essaie de convaincre Batman d'acheter un smartphone.
| Numéro | Titre              | Date de téléchargement originale |
| 3      | "Super Mario Bros" | 3 mai 2012                       |
| ------ | ------------------ | -------------------------------- |

Mario, personnage de jeu vidéo Nintendo, essaie de convaincre Superman et Batman que lui aussi est un super-héros.
| Numéro | Titre                   | Date de téléchargement originale |
| 4      | "Pour et inconvénients" | 7 mai 2012                       |
| ------ | ----------------------- | -------------------------------- |

Superman essaie de convaincre Batman d'aller à Comic Con.
| Numéro | Titre              | Date de téléchargement originale |
| 5      | "Remorque d'acier" | 20 décembre 2012                 |
| ------ | ------------------ | -------------------------------- |

Superman et Batman discutent de la remorque de Man of Steel.
| Numéro | Titre                     | Date de téléchargement originale |
| 6      | "Hommage des échangistes" | 11 Avril 2013                    |
| ------ | ------------------------- | -------------------------------- |

Superman tente de flirter avec Mme. Incroyable de loin.
| Numéro | Titre    | Date de téléchargement originale |
| 7      | "Verset" | 30 juillet 2013                  |
| ------ | -------- | -------------------------------- |

Superman et Batman discutent des titres possibles pour Batman v Superman, chaque titre reflétant les opinions des héros quant à savoir qui pourrait vaincre qui dans le combat proposé.
| Numéro | Titre              | Date de téléchargement originale |
| 8      | "Qui est un héros" | 21 novembre 2013                 |
| ------ | ------------------ | -------------------------------- |

Dr. Who s'arrête au café pour parler des événements dans Doctor Who : In The Name of the Doctor.
| Numéro | Titre               | Date de téléchargement originale |
| 9      | "Et le reebot va à" | 3 mars 2015                      |
| ------ | ------------------- | -------------------------------- |

Après qu'Hollywood ait claqué des films de super-héros pour leur formule répétitive, Superman et Batman discutent des reboot.
| Numéro | Titre                                | Date de téléchargement originale |
| 10     | "Batman v Superman - C'est allumé !" | 21 avril 2015                    |
| ------ | ------------------------------------ | -------------------------------- |

Une bande-annonce de Batman v Superman : Dawn of Justice provoque un conflit entre Superman et Batman.
| Numéro | Titre       | Date de téléchargement originale |
| 11     | "Batman GO" | 30 août 2016                     |
| ------ | ----------- | -------------------------------- |

La dépendance de Superman à Pokémon Go ennuie Batman, qui démontre ensuite "Batman Go", une application équivalente qui l'aide à chasser de vrais criminels.
- Remarque : L'épisode a ensuite été poursuivi dans Comment Suicide Squad devrait finir, où Batman chassait Joker et Harley Quinn à l'aide de son application "Batman Go" et à la fin de l'épisode, Batman a suivi la Suicide Squad dans le méchant Pub, ce qui a conduit aux événements de l'épisode Villain Pub : The Boss Battle.

| Numéro | Titre                       | Date de téléchargement originale |
| 12     | "La dernière bande-annonce" | 20 avril 2017                    |
| ------ | --------------------------- | -------------------------------- |

Superman et Batman entrent en conflit avec la nouvelle bande-annonce de Star Wars : Les Derniers Jedi et Justice League.
| Numéro | Titre          | Date de téléchargement originale |
| 13     | "Teens Titans" | 16 août 2018                     |
| ------ | -------------- | -------------------------------- |

Après la sortie de Teen Titans Go ! Le film, Batman s'en parle de la nature caricaturale et stupide du film et de l'incohérence des tons entre les différents films de DC.
| Numéro | Titre                       | Date de téléchargement originale |
| 14     | "Détective de la nostalgie" | 4 décembre 2018                  |
| ------ | --------------------------- | -------------------------------- |

Superman et Batman discutent de remakes et de nostalgie avec le détective Pikachu.
| Numéro | Titre         | Date de téléchargement originale |
| 15     | "Disney Plus" | 12 novembre 2019                 |
| ------ | ------------- | -------------------------------- |

Superman et Batman discutent de Disney Plus.
| Numéro | Titre                           | Date de téléchargement originale |
| 16     | "Le prochain chevalier se lève" | 25 février 2020                  |
| ------ | ------------------------------- | -------------------------------- |

Après avoir interrompu le nouveau teaser de costume de Batman dans le placard, Superman remet en question son apparence.
| Numéro | Titre        | Date de téléchargement originale |
| 17     | "Snyder Cut" | 23 mars 2021                     |
| ------ | ------------ | -------------------------------- |

Batman et Superman réagissent étonnamment à la Justice League de Zack Snyder.

### Épisodes de Villain's Pub
Remarque : Chaque épisode met en vedette les mécènes du Joker,Loki, le général Zod,Lord Voldemort et le barman Palpatine. Parfois, le concierge Thanos et Khan font une apparition dans certains épisodes.
| Numéro | Titre                | Date de téléchargement originale |
| 1      | "Pour combattre !!!" | 4 juin 2014                      |
| ------ | -------------------- | -------------------------------- |

Après qu'une bagarre dans les bars entre le xénomorphe et le prédateur soit d'incontrôlable (et qu'ils soient jetés par Bowser), Voldemort déclare qu'il est mécontent de l'état actuel des "batailles" parmi ses méchants camarades, il discute donc du sujet avec le Joker et Khan.
| Numéro | Titre             | Date de téléchargement originale |
| 2      | "Au tailleur !!!" | 11 septembre 2014                |
| ------ | ----------------- | -------------------------------- |

Voldemort, le Joker et Loki discutent de l'importance d'avoir un "look" unique.
| Numéro | Titre                | Date de téléchargement originale |
| 3      | "Le nouveau sourire" | 25 août 2015                     |
| ------ | -------------------- | -------------------------------- |

Le Joker surprend tout le monde lorsqu'il se présente au Villain Pub avec son nouveau sourire, ses tatouages et son manque de sourcils, et parle de son apparence passée et de la raison pour laquelle le changement est important. Voldemort remarque que son nouveau look lui fait mal "vraiment, vraiment mauvais" et le général Zod s'exclame que le Joker ressemble maintenant à "une version psychotique de Jordan de "My So-Called Life".
| Numéro | Titre          | Date de téléchargement originale |
| 4      | "Zombie Night" | 29 août 2015                     |
| ------ | -------------- | -------------------------------- |

Voldemort et le Joker débattent sur la question de savoir si les zombies (vilains collectifs) devraient être comptés comme de vrais méchants ou non lorsque Khan se présente et se joint à leur discussion (remarquant que tout le monde lui semble être des zombies). L'épisode se termine par Voldemort et le Joker faisant remarquer que les Borgs, les Cylons et les Cybermen sont "essentiellement des robots zombies".
| Numéro | Titre                  | Date de téléchargement originale |
| 5      | "La bataille des boss" | 22 novembre 2016                 |
| ------ | ---------------------- | -------------------------------- |

Après que les Suicide Squad ont été expulsées pour avoir sauvé le monde, Batman entre dans le pub pour le méchant Pub Episode 5 et chaque fois qu'un héros envahit une base ennemie, il y a toujours une bataille de boss.
| Numéro | Titre                  | Date de téléchargement originale |
| 6      | "Penny pour vos Peurs" | 31 octobre 2017                  |
| ------ | ---------------------- | -------------------------------- |

En 1989, Pennywise se retrouve au Villain Pub.
| Numéro | Titre              | Date de téléchargement originale |
| 7      | "12 jours de Noël" | 13 décembre 2017                 |
| ------ | ------------------ | -------------------------------- |

Les méchants chantent une parodie de "12 jours de Noël".
| Numéro | Titre       | Date de téléchargement originale |
| 8      | "Dead Pool" | 23 avril 2018                    |
| ------ | ----------- | -------------------------------- |

Les méchants parient sur le nombre de héros que Thanos tuera dans Avengers : Infinity War.
- Remarque : L'épisode s'est ensuite poursuivi à la fin de Comment Avengers : Infinity War aurait du se terminer, où Thanos est vaincu et Thor (qui vient de voler le gant de l'infinité de Thanos après s'être coupé le bras) fait accidentellement que tout le monde dans le méchant Pub finit par devenir de la poussière juste avant que Palpatine puisse envoyer un message à Deadpool pour obtenir de l'aide afin d'éviter la mort de ses clients et de son personnel, bien qu'il le déteste. La conclusion est vue plus tard dans la fin de How Deadpool 2 Should Have Ended, où Deadpool reçoit le message de Palpatine après avoir échoué à tuer Ryan Reynolds, puis voyage à temps pour voler le Gant de Thanos et est autorisé à rester au Villain Pub pendant un temps limité, pour ensuite rebondir à nouveau du Pub dans ces derniers épisodes.

| Numéro | Titre            | Date de téléchargement originale |
| 9      | "Trick or Treat" | 30 octobre 2018                  |
| ------ | ---------------- | -------------------------------- |

À l'Halloween, les méchants discutent de leurs opinions pendant les vacances tout en volant des bonbons aux friandises qui arrivent au pub.
| Numéro | Titre                                        | Date de téléchargement originale |
| 10     | "Résumé de la meilleure photo (Oscars 2019)" | 19 février 2019                  |
| ------ | -------------------------------------------- | -------------------------------- |

Thanos est consterné que Avengers: Infinity War n'ait pas été nommé pour le meilleur film et les méchants le comparent aux autres nommés.
| Numéro | Titre                                            | Date de téléchargement originale |
| 11     | "Retour de Palpatine (prédictions de Star Wars)" | 1er octobre 2019                 |
| ------ | ------------------------------------------------ | -------------------------------- |

Les méchants discutent du retour de Palpatine à Star Wars.
| Numéro | Titre                      | Date de téléchargement originale |
| 12     | "Quarantaine de Palpatine" | 2 avril 2020                     |
| ------ | -------------------------- | -------------------------------- |

En réponse à la COVID-19, Palpatine ferme le pub pour imposer la distanciation sociale et essaie de se divertir pendant sa quarantaine.
| Numéro | Titre                            | Date de téléchargement originale |
| 13     | "L'imposteur (parodie Among Us)" | 31 octobre 2020                  |
| ------ | -------------------------------- | -------------------------------- |

Les méchants jouent à Among Us uniquement pour se retrouver dans une situation de jeu.
| Numéro | Titre                | Date de téléchargement originale |
| 14     | "Dans le Loki-Verse" | 2 août 2021                      |
| ------ | -------------------- | -------------------------------- |

Après la destruction de la chronologie sacrée, Loki discute du multivers avec le méchant pub.